# Rhipocephalus
Rhipocephalus es un género de algas, perteneciente a la familia Udoteaceae.

## Especies deRhipocephalus
- Rhipocephalus oblongus
- Rhipocephalus phoenix